# Тангар червоногорлий
Танга́р червоногорлий (Compsothraupis loricata) — вид горобцеподібних птахів родини саякових (Thraupidae). Ендемік Бразилії. Це єдиний представник монотипового роду Червоногорлий тангар (Compsothraupis).

## Опис
Довжина птаха становить 21 см, вага 72,5 г. Забарвлення переважно блискуче, синювато-чорне забарвлення, навколо очей у них плями голої шкіри. У самців на горлі є червона пляма. Червоноголі тангари є схожими на деяких птахів з родини трупіалових, зокрема на чопі, однак дзьоби у них більш міцні і менш конічні.

## Поширення і екологія
Червоногорлі тангари мешкають у внутрішніх районах на північному заході Бразилії, від східного Мараньяна, Піауї, Сеари, Пернамбуку і Алагоаса на південь до заходу центрального Гояса і північного Мінас-Жерайса. Вони живуть в заростях каатинги і в галерейних лісах, поблизу води, на висоті до 1000 м над рівнем моря. Зустрічаються зграйками по 8-9 птахів, іноді зустрічаються разом з рудоголовими каругами або синіми вашерами.